# Reggiolo
Reggiolo is een gemeente in de Italiaanse provincie Reggio Emilia (regio Emilia-Romagna) en telt iets meer dan 9100 inwoners. De oppervlakte bedraagt 43,0 km², de bevolkingsdichtheid is 199 inwoners per km².
De volgende frazioni maken deel uit van de gemeente: Accorsi, Boschi, Brugneto, Caselli, De Mol, Franchine, Gorna, Staffola, Torregiani, Villanova.

## Demografie
Reggiolo telt ongeveer 3120 huishoudens. Het aantal inwoners steeg in de periode 1991-2001 met 6,6% volgens cijfers uit de tienjaarlijkse volkstellingen van ISTAT.
| Jaar | Inwoneraantal |
| ---- | ------------- |
| 1991 | 8030          |
| 2001 | 8559          |

## Geografie
Reggiolo grenst aan de volgende gemeenten: Campagnola Emilia, Fabbrico, Gonzaga (MN), Guastalla, Luzzara, Moglia (MN), Novellara, Rolo.

## Geboren
- Carlo Ancelotti (1959), voetballer en trainer
- Anna Trevisi (1992), wielrenster

Albinea · Bagnolo in Piano · Baiso · Bibbiano · Boretto · Brescello · Busana · Cadelbosco di Sopra · Campagnola Emilia · Campegine · Canossa · Carpineti · Casalgrande · Casina · Castellarano · Castelnovo di Sotto · Castelnovo ne' Monti · Cavriago · Collagna · Correggio · Fabbrico · Gattatico · Gualtieri · Guastalla · Ligonchio · Luzzara · Montecchio Emilia · Novellara · Poviglio · Quattro Castella · Ramiseto · Reggio Emilia  · Reggiolo · Rio Saliceto · Rolo · Rubiera · San Martino in Rio · San Polo d'Enza · Sant'Ilario d'Enza · Scandiano · Toano · Ventasso · Vetto · Vezzano sul Crostolo · Viano · Villa Minozzo
- Library of Congress Control Number: n86081813
- MusicBrainz: 2829be4c-2cc2-4cab-8cda-02a857d6c878
- Nationale Bibliotheek van Israël: 987007560005405171
- Virtual International Authority File: 167696762

1. ↑  https://demo.istat.it/?l=it.